# Zalesie (Hipolitów)
Zalesie – przysiółek wsi Hipolitów w Polsce, położony w województwie łódzkim, w powiecie łaskim, w gminie Wodzierady.
W latach 1975–1998 przysiółek należała administracyjnie do województwa sieradzkiego.